# 超鋼神器ローレンシウム
「Z/X -Zillions of enemy X- NC DramaCD (1)「超鋼神器ローレンシウム」」は、ブロッコリー発売のトレーディングカードゲーム、Z/X（ゼクス）1枚目のドラマCD。2014年9月7日に発売された。

## 収録内容
1. 僕らの世界 [4:38] 
歌 : 雷鳥超（CV. 蒼井翔太）
作詞 / 作曲 / 編曲 : 真鍋旺嵩、中沢昭宏（WEEAST）
2. ドラマパート『しょうがくせいでびゅー』 [48:31] 
出演 :戦斗怜亜（CV. 上坂すみれ）
雷鳥超（CV. 蒼井翔太）
獅子島・Ｌ・七尾（CV. 東山奈央）
倉敷世羅（CV. 金元寿子）
超鋼神器ローレンシウム（CV. 小野友樹）
十二使徒 巨蟹宮ムリエル（CV. 新田恵海）
ナレーション（CV. 上間江望）

## 封入特典
イベントカード「みっつの心をひとつに!!」2枚